# Красноярская государственная архитектурно-строительная академия
Красноя́рская госуда́рственная архитекту́рно-строи́тельная акаде́мия (КГАСА, КрасГАСА) — высшее учебное заведение, существовавшее в 1982—2006 годах в Красноярске. Вошла в состав Сибирского федерального университета.

## История
Основана в 1982 году на базе Красноярского политехнического института как Красноярский инженерно-строительный институт (КИСИ).
В 1995 году за успехи в образовании, научной и воспитательной работе институт преобразован в Красноярскую государственную архитектурно-строительная академия.
8 ноября 2006 года вышло постановление Правительства Российской Федерации об объединении КГАСА с КГУ, ГУЦМиЗ и КГТУ в Сибирский федеральный университет.

## Факультеты
- Архитектурный факультет
- Инженерно-экологический факультет
- Дорожно-строительный факультет
- Строительный факультет
- Экономический факультет